# Westby
Westby ist eine Stadt (mit dem Status „City“) im Vernon County im US-amerikanischen Bundesstaat Wisconsin. Im Jahr 2010 hatte Westby 2200 Einwohner.
Mit der Snowflake befindet sich 6 km nördlich eine Skisprungschanze, auf der auch internationale Wettbewerbe ausgetragen werden. 

## Geografie
Westby liegt im Südwesten Wisconsins. Der am Mississippi gelegenen Schnittpunkt der drei Bundesstaaten Minnesota, Iowa und Wisconsin liegt 44,3 km westsüdwestlich, der Schnittpunkt von Wisconsin, Iowa und Illinois 147 km südlich. 
Westby liegt in der Driftless Area genannten eiszeitlich geformten Region, die sich über das südöstliche Minnesota, das südwestliche Wisconsin, das nordöstliche Iowa und das äußerste nordwestliche Illinois erstreckt. Bei der letzten Eiszeit, der so genannten Wisconsin Glaciation, blieb die Region eisfrei, sodass sich die Flusstäler auch während dieser Zeit tiefer in das Plateau einschneiden konnten.
Die geografischen Koordinaten von Westby sind 43°39′25″ nördlicher Breite und 90°51′15″ westlicher Länge. Das Stadtgebiet erstreckt sich über eine Fläche von 6,73 km². 
Nachbarorte von Westby sind Cashton (12,9 km nordöstlich), Ontario (29,5 km ostnordöstlich), Avalanche (10,8 km südöstlich), Viroqua (11,9 km südlich), Chaseburg (22,9 km westlich) und Coon Valley (15,4 km westnordwestlich).
Die nächstgelegenen Großstädte sind Green Bay am Michigansee (317 km ostnordöstlich), Wisconsins größte Stadt Milwaukee (299 km ostsüdöstlich), Wisconsins Hauptstadt Madison (163 km südöstlich), Rockford in Illinois (275 km südöstlich), die Quad Cities in Illinois und Iowa (271 km südlich), Cedar Rapids in Iowa (244 km südsüdwestlich), Rochester in Minnesota (164 km westnordwestlich) und die Twin Cities in Minnesota (279 km nordwestlich).

## Verkehr
In Westby treffen die US-Highways 14 und 61 sowie der Wisconsin Highway 27 zusammen. Alle weiteren Straßen sind untergeordnete Landstraßen, teils unbefestigte Fahrwege sowie innerörtliche Verbindungsstraßen.

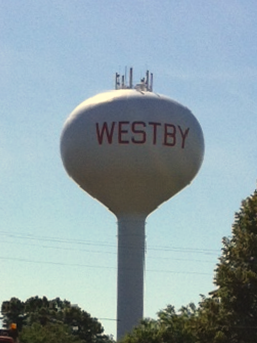
Wasserturm

Die nächsten Flughäfen sind der La Crosse Regional Airport (52,1 km nordwestlich), der Dubuque Regional Airport in Dubuque, Iowa (164 km südlich) und der Dane County Regional Airport in Madison (171 km südöstlich).

## Geschichte
Nachdem das Gebiet der heutigen Stadt ursprünglich von Indianern der Sauk, Fox und Winnebago besiedelt war, nahm nach dem Ende des Black-Hawk-Kriegs die indianische Bevölkerung ab.
Nachdem die Region seit 1848 überwiegend von Einwanderern aus Norwegen besiedelt wurde, eröffnete Ole T. Westby 1867 an der Stelle der heutigen Stadt einen Gemischtwarenladen. Die sich entwickelnde Siedlung wurde 1896 als selbstständige Gemeinde inkorporiert und 1920 zur City erhoben.
In Erinnerung an das norwegische Erbe der Stadt wird alljährlich mit dem Syttende Mai der Nationalfeiertag Norwegens begangen.

## Bevölkerung
Nach der Volkszählung im Jahr 2010 lebten in Westby 2200 Menschen in 929 Haushalten. Die Bevölkerungsdichte betrug 326,9 Einwohner pro Quadratkilometer. In den 929 Haushalten lebten statistisch je 2,3 Personen. 
Ethnisch betrachtet setzte sich die Bevölkerung zusammen aus 98,0 Prozent Weißen, 0,2 Prozent Afroamerikanern, 0,1 Prozent amerikanischen Ureinwohnern, 0,1 Prozent Asiaten sowie 0,4 Prozent aus anderen ethnischen Gruppen; 1,0 Prozent stammten von zwei oder mehr Ethnien ab. Unabhängig von der ethnischen Zugehörigkeit waren 1,0 Prozent der Bevölkerung spanischer oder lateinamerikanischer Abstammung. 
24,8 Prozent der Bevölkerung waren unter 18 Jahre alt, 54,4 Prozent waren zwischen 18 und 64 und 20,8 Prozent waren 65 Jahre oder älter. 51,9 Prozent der Bevölkerung war weiblich.
Das mittlere jährliche Einkommen eines Haushalts lag bei 43.095 USD. Das Pro-Kopf-Einkommen betrug 21.583 USD. 10,7 Prozent der Einwohner lebten unterhalb der Armutsgrenze.